# Nettelberg
Der Nettelberg ist ein Berg mit einer Höhe von 304 m ü. NHN in Vlotho. Der Berg liegt im Osten des Ortsteils Valdorf. Er gehört naturräumlich zum Weserbergland bzw. zu den Lipper Bergen. Der Berg liegt zwischen dem Bonstapel und Kleiner Selberg. Am Bonstapel und am Nettelberg entspringt die Linnenbeeke.